# 多帶高原鰍
多帶高原鰍（學名：Triplophysa polyfasciata）為輻鰭魚綱鯉形目條鰍科高原鰍屬的其中一種。分布於亞洲中國四川省岷江上游流域，棲息在河川底層水域，生活習性不明。

## 扩展阅读
維基物種上的相關：多帶高原鰍